# Influence du sexe sur la mémoire
Vous pouvez aider à l'améliorer ou bien discuter des problèmes sur sa page de discussion.
- Il n'est pas vérifiable et peut contenir des informations totalement erronées. Il est fortement conseillé aux contributeurs d'étayer son contenu par des sources fiables. Sans cela, sa suppression pourrait être envisagée. (si vous venez d'apposer le bandeau, veuillez cliquer sur ce lien pour créer la discussion et en afficher les indications). (Marqué depuis janvier 2020)
- Il peut contenir un travail inédit ou des déclarations non vérifiées. Vous pouvez l’améliorer en ajoutant des références. (Marqué depuis janvier 2020)

- Archive Wikiwix
- Bing
- Cairn
- DuckDuckGo
- E. Universalis
- Gallica
- Google
- G. Books
- G. News
- G. Scholar
- Persée
- Qwant
- (zh) Baidu
- (ru) Yandex
- (wd) trouver des œuvres sur Wikidata

Vous pouvez aider à l'améliorer ou bien discuter des problèmes sur sa page de discussion.
- Il ne cite pas suffisamment ses sources. Vous pouvez indiquer les passages à sourcer avec {{référence nécessaire}} ou {{Référence souhaitée}}, et inclure les références utiles en les liant aux notes de bas de page. (Marqué depuis janvier 2020)
- Il doit être recyclé. La réorganisation et la clarification du contenu sont nécessaires. (Marqué depuis janvier 2020)
- Son introduction est soit absente, soit non conforme aux conventions de Wikipédia. (Marqué depuis janvier 2020)

- Archive Wikiwix
- Bing
- Cairn
- DuckDuckGo
- E. Universalis
- Gallica
- Google
- G. Books
- G. News
- G. Scholar
- Persée
- Qwant
- (zh) Baidu
- (ru) Yandex
- (wd) trouver des œuvres sur Wikidata

Bien qu'il existe de nombreuses différences de genre physiologiques et psychologiques chez l'humain, la mémoire, en général, est assez stable entre les sexes. En étudiant les cas spécifiques où les hommes et les femmes démontrent des différences dans la mémoire, nous sommes en mesure de mieux comprendre les structures du cerveau et les fonctions associées à la mémoire.

## Histoire de la recherche
Les perceptions des différences entre les sexes dans les capacités cognitives remontent à la Grèce antique, lorsque le physicien Hippocrate a surnommé le terme "hystérie" pour tenir compte de l'instabilité émotionnelle et mentale chez les femmes. Ce diagnostic a survécu jusqu'au milieu du XIXe siècle et le début du mouvement du droit de vote des femmes, et a été utilisé comme preuve de l'incapacité des femmes à gérer le travail intellectuel. Sigmund Freud et d'autres neurologues, ont fait valoir que les femmes sont biologiquement adaptées à la maison et travaux ménagers, comme elles n'ont pas assez de sang pour alimenter à la fois le cerveau et l'utérus. Lorsque les femmes ont commencé à fréquenter l'université à la fin du XIXe et début du XXe siècle, les adversaires ont affirmé que les effets élevés de l'enseignement supérieur sur le cerveau féminin allait rendre les femmes stériles.
L'arrivée massive des femmes sur le lieu de travail au cours de la Première Guerre mondiale pour remplacer les hommes enrôlés au combat à l'étranger, a fourni qu'un point tournant pour les points de vue des femmes sur leurs capacités cognitives. Après avoir démontré qu'elles étaient capables de fonctionner au travail, les femmes ont obtenu le droit de vote dans l'après-guerre aux États-Unis, au Canada et au Royaume-Uni. Si les femmes ont été en mesure de voter et d'occuper un emploi rémunéré, elles n'étaient pas encore considérées comme intellectuellement égales à l'homme. Le développement du quotient d'encéphalisation par Harry Jerison, en 1973, semblait confirmer les croyances populaires sur les capacités cognitives ; ce quotient a été l'un des premiers moyens de mesurer indirectement la taille du cerveau, et il a démontré que les femmes ont, en moyenne, des zones plus petites du cerveau que les hommes. La neuroscience moderne a depuis démontré que les femmes compensent leurs 'petits cerveaux' avec l'augmentation de la densité neuronale, et il n'y a pas de différences significatives dans la moyenne des capacités cognitives entre les hommes et les femmes.[réf. nécessaire] Les récents progrès de la neuropsychologie et de la psychologie cognitive ont montré, cependant, que les différences spécifiques de la cognition - y compris de la mémoire n'existent pas. Un débat actuel est en cours sur les causes de ces différences[Passage contradictoire], avec tous les facteurs susceptibles de contribuer, comme la biologie, de la génétique, de la culture et de l'environnement.

## Mémoire explicite
Lors de la participation à une tâche de reconnaissance des émotions faciales, la mémoire explicite est utilisée. La connaissance de ce qu'est un visage ressemble à travers les différents états émotionnels est quelque chose qui est appris, et stockées dans la mémoire. Il est constaté que les femmes sont généralement plus sensibles à la reconnaissance émotionnelle que les hommes.
Dans une étude qui a évalué l'identification des émotions sur des visages (bonheur, tristesse, peur, colère, dégoût, ou neutre), les femmes ont montré des meilleures aptitudes pour reconnaître la peur.
Basé sur les études d'imagerie cérébrale, les femmes montrent également une sensibilité de neurones accrue aux émotions négatives par rapport aux hommes. En outre, les femmes sont supposés avoir un cortex orbitofrontal qui sont impliqués dans la régulation émotionnelle. Cela peut contribuer à l'accroissement de la précision dans la reconnaissance des émotions, ainsi que leur intensité.
Toutefois, dans une autre étude, les femmes n'ont montré aucune différence dans les détails de souvenir des passages affectifs par rapport aux passages neutres, tandis que les hommes ont plus de rappel de l'affectif passage. Les souvenirs des femmes était stable, et cohérent pour les hommes, dans l'ensemble. Ce qui indique que les femmes sont généralement plus attentifs aux passages de souvenir verbal, et les hommes aux passages hautement émotionnel.
Enfin, les femmes montrent un biais sexuel propre à se souvenir des visages sexuées. Les femmes dépassent les hommes à la reconnaissance faciale pour d'autres visages féminins, mais pas pour les visages masculins.

## Stratégies de mémorisation
Les études des différences dans les stratégies de souvenir entre les hommes et les femmes sont nées avec des études de comportement sexuel. Dans certaines études, les hommes ont déclaré, en moyenne, avoir eu le plus de partenaires hétérosexuels que les femmes. 
Une expérience dans la stratégie de mémorisation du nombre de partenaires sexuels a constaté des différences entre les sexes. Les hommes ont, le plus souvent, tenté d'estimer le nombre de leurs partenaires sexuels, conduisant généralement à une surestimation, tandis que les femmes ont généralement tenté de dresser la liste de tous les partenaires qu'elles ont eu, en raison du risque d'oublier un incident, et conduisant généralement à une sous-estimation.
Des différences peuvent également survenir en raison de la diversité, des intérêts et des motivations des sexes opposés. Par exemple, dans une étude testant des souvenirs sexuelles et non sexuelles de publicités, les hommes ont été amenés à se souvenir des publicités à caractère sexuel mieux que les publicités non sexuelles. Toutefois, les femmes aussi étaient bonnes à se souvenir des publicités sexuelles et non sexuelles.

## Mémoire à court terme
Dans une étude sur l'activation du cerveau menée sur 8 hommes et 7 femmes, les tâches de mémorisation ont montré plus d'activation symétrique chez les cerveaux masculins que chez les cerveaux féminins.[pertinence contestée]

## Perte de mémoire
Des recherches récentes ont suggéré un lien entre la ménopause, la baisse d'œstrogène et des inefficacités du cerveau dans son métabolisme. Un manque d'hormones féminines peuvent diminuer l'efficacité énergétique des cellules du cerveau, provoquant une insuffisance d'énergie pour le cerveau. Il est nécessaire de poursuivre les études dans ce domaine pour mieux comprendre les différentes entre les sexes de l'Alzheimer[réf. nécessaire].
Le pronostic de la maladie d'Alzheimer diffère également entre les hommes et les femmes. Si les femmes ont tendance à avoir une plus forte diminution de la matière grise lors l'apparition de la maladie[réf. nécessaire].
Le déclin général de la mémoire liée à l'âge varie également selon le sexe. Quand tous les facteurs, comme l'âge, l'éducation, le statut socio-économique et l'emplacement géographique sont constants, les hommes ont à 50 % plus de risque de souffrir d'importants déclins de la mémoire liés à l'âge.